# Paraphylax samoanus
Paraphylax samoanus là một loài tò vò trong họ Ichneumonidae.